# Experience Estabrook
Experience Estabrook (* 30. April 1813 in Lebanon, New Hampshire; † 26. März 1894 in Omaha, Nebraska) war ein US-amerikanischer Politiker der Demokratischen Partei. Zwischen 1859 und 1860 vertrat er das Nebraska-Territorium als Delegierter im US-Repräsentantenhaus.

## Leben
Im Jahr 1822 zog Estabrook mit seinen Eltern nach Clarence im Erie County (New York). Dort besuchte er die öffentlichen Schulen, später dann noch das Dickinson College in Carlisle (Pennsylvania). Experience Estabrook beendete seine Ausbildung mit einem Jurastudium an der Chambersburg Law School, ebenfalls in Pennsylvania. Nach seiner im Jahr 1839 erfolgten Zulassung als Rechtsanwalt begann er zunächst als Angestellter im Hafen von Brooklyn und später als Rechtsanwalt in Buffalo zu arbeiten.
Im Jahr 1840 zog Estabrook nach Geneva im Wisconsin-Territorium, wo er ebenfalls als Anwalt arbeitete. Im Jahr 1848 war er Delegierter auf der verfassungsgebenden Versammlung von Wisconsin und 1851 wurde er in die Wisconsin State Assembly gewählt. Zwischen 1852 und 1853 diente er dann als Attorney General in diesem Bundesstaat.
Im Jahr 1855 wurde er von Präsident Franklin Pierce zum Attorney General im Nebraska-Territorium ernannt. Dieses Amt übte er bis 1859 aus. Bei den Kongresswahlen des Jahres 1858 wurde er zum Delegierten dieses Territoriums im US-Repräsentantenhaus gewählt. Estabrook trat sein Mandat im Kongress am 4. März 1859 an. Allerdings wurde seine Wahl von Samuel Gordon Daily angefochten. Nachdem diesem Einspruch stattgegeben wurde, musste er sein Mandat am 18. Mai 1860 an Daily abgeben.
Im Jahr 1866 wurde Estabrook mit der Überarbeitung der Gesetze von Nebraska betraut. Zwischen 1867 und 1868 war er Bezirksstaatsanwalt im Douglas County. 1871 war Estabrook Delegierter auf einer Versammlung zur Überarbeitung der Staatsverfassung von Nebraska. Er starb 1894 und wurde in Omaha beigesetzt.